# Бертран I (маркіз Провансу)
Бертран I (фр. Bertrand Ier; бл. 998 — 1062) — граф Провансу і Форкальк'є в 1024—1051 роках, маркіз Провансу в 1051—1063 роках.

## Життєпис
Походив з династії Руерга (Раймундідів). Другий син Вільгельма III, графа Тулузького, та його другої дружини Емми Прованської. Народився близько 998 року. У 1024 році батько домігся від графів Провансу передачі Бертранові частини графства з замком Форкалькьє. 1029 року вперше згадується як граф в замку Форкальк'є (тоді ще титул графа Форкальк'є застосовувався зрідка, зазвичай усі мали титул графа Провансу).
1030 року згадується як даруватель абатству Сен-Віктора в Марселі. 1037 року після смерті батька брат Бертрана — Понс — успадкував Тулузьке графство. Невдовзі помирає вуйко Бертрана — Вільгельм III, граф і маркіз Провансу. В результаті Емма Прованська стає графинею Провансу. Трохи згодом надає владу синові Бертрану. Втім про його діяльність обмаль відомостей.
1051 року після смерті Фулька Бертрана, графа і маркіза Провансу, домовився з сином останнього Жоффруа щодо передачі тому графства Форкалькьє в обмін на Прованський маркізат. Помер Бертран I близько 1062 року. Його володіння успадкував небіж Вільгельм IV, граф Тулузи.

## Родина
Дружина — Алікс де Діа
Діти:
- Руйменд Беренгар (д/н—950/960)